# Acacia heteromalla
Acacia heteromalla är en ärtväxtart som beskrevs av Nikolaus Joseph von Jacquin. Acacia heteromalla ingår i släktet akacior, och familjen ärtväxter. Inga underarter finns listade i Catalogue of Life.